# Biopsia de músculo

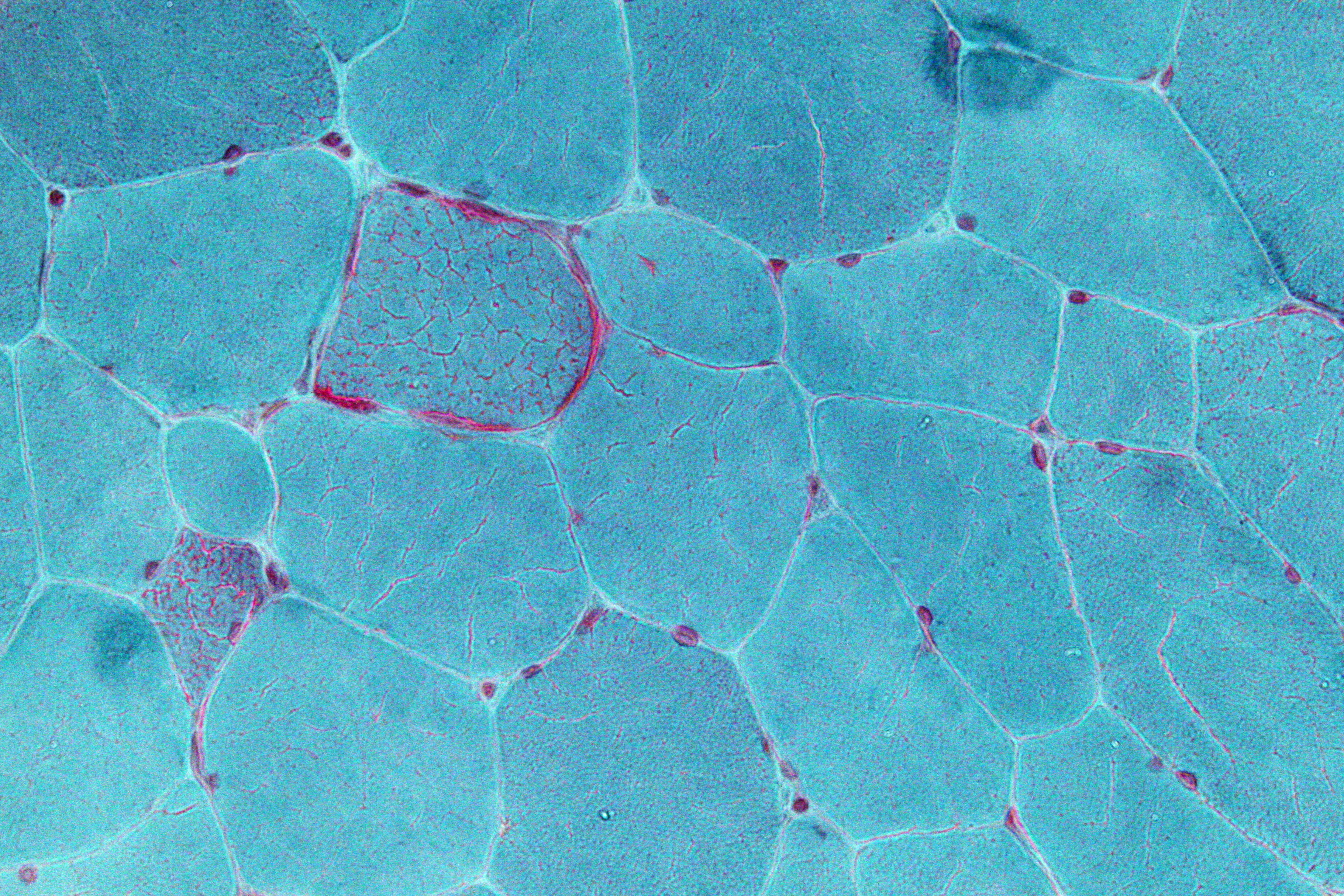
Micrografía de una biopsia muscular mostrando fibras rojas rasgadas.

En medicina, una biopsia de músculo o biopsia muscular es un proceso en el cual una pieza de tejido muscular es removida de un organismo para ser examinada microscópicamente. Una biopsia de este tipo puede llevar al descubrimiento de problemas del sistema nervioso, tejido conectivo, sistema vascular distrofia muscular, defectos metabólicos o tejido músculo esquelético.

## Indicaciones
En humanos con debilidad y bajo tono muscular, una biopsia muscular puede ayudar a distinguir entre miopatías (donde la patología está dentro del tejido muscular) y neuropatías (donde la patología está presente en los nervios que inervan los músculos). Estas biopsias pueden también ayudar a diferenciar entre varios tipos de miopatías, esto gracias al análisis microscópicos de diferentes características cuando se exponen a una variedad de reacciones químicas.
Sin embargo, en algunos casos la biopsia muscular sola es inadecuada para distinguir entre ciertas miopatías. Por ejemplo, una biopsia muscular muestra el núcleo patológicamente situado en el centro de la célula muscular podría indicar "miopatía centronuclear", pero estudios han demostrado que una variedad de miopatías pueden causar esta apariencia centronuclear en las biopsias por lo tanto las pruebas genéticas específicas se convierten cada vez más importantes.
Además, la biopsia muscular es la única manera certera de aclarar los tipos de fibras musculares. Al someterse a una biopsia muscular se puede obtener una idea clara de qué tipo de músculos son los dominantes en el cuerpo.

## Procedimiento
Este procedimiento se hace mientras el paciente esta despierto, el médico le aplica anestesia local en la zona de la biopsia. Una biopsia con aguja generalmente se inserta en el músculo, donde permanece sobre una pequeña cantidad de tejido. El músculo que se selecciona para la biopsia depende del lugar de los síntomas, por lo general son muestras de bíceps, deltoides o cuadriceps. Alternativamente, una "biopsia abierta" se puede realizar mediante la obtención del tejido muscular a través de una pequeña incisión quirúrgica.